# Neonesidea inflata
Neonesidea inflata är en kräftdjursart som först beskrevs av Norman 1862.  Neonesidea inflata ingår i släktet Neonesidea och familjen Bairdiidae. Inga underarter finns listade i Catalogue of Life.